# Mamá Tunza
Mary Jasajala o
Dimina Jasiala
(Kibera, años sesenta), más conocida como Mama Tunza (‘la madre que te cuida’ en idioma suajili), es una filántropa keniana que ―analfabeta y sin recursos― da cobijo a centenares de niños que han sido abandonados por sus padres, ofreciéndoles cama y comida.

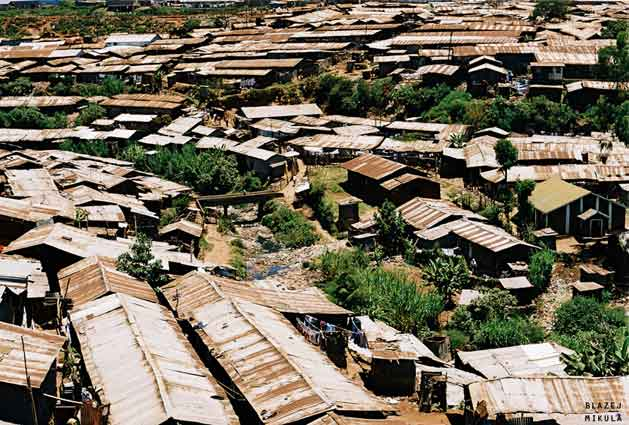
El inmenso asentamiento de Kibera, con un millón de habitantes, donde Mama Tunza creó su centro de acogida para niños.

## Historia
Mamá Tunza vivía en el suburbio de Kibera, el barrio más pobre de las afueras de Nairobi.
Fue empleada doméstica durante 19 años, y era madre de cuatro hijos.
Una noche, en 1998, cuando estaba tirando sus desperdicios, encontró una niña casi recién nacida abandonada en la basura. La llevó a su casa y la amamantó. Días después, un anciano le dejó otro bebé de pocas semanas a su cargo y al mes siguiente, alguien le dejó un bebé abandonado en la puerta. Después una parturienta enferma de sida le dejó otro, VIH positivo. Debido al problema con el que se encontraba, Mama Tunza y unas vecinas decidieron hacer de su casa un lugar de acogida y de aprendizaje para aquellos niños y niñas que se encontraran abandonados en los suburbios de Nairobi. El sitio también fungió como escuela. Desde entonces, se ha hecho cargo de más de 350 niños.
Mamá Tunza es analfabeta y no tiene casi recursos para poder albergar ella sola a tal cantidad de niños. La casa de acogida existe gracias a las pequeñas donaciones que efectúan algunos trabajadores sociales de Kenia, a la ayuda que los vecinos prestan y por la visita de contados extranjeros que acuden a ayudar desinteresadamente.
Desde 2007 recibe ayuda del grupo Kibera Youth Initiative.
Una niña irlandesa antes de morir de una grave enfermedad le pidió a su padre que ayudara en alguna obra benéfica en África. El padre contactó a Mama Tunza e hizo construir una nueva casa (el Tunza Children’s Centre) con varios barracones en el corazón del valle de Ngong, a pocos kilómetros de Kibera.
En julio de 2012, Mamá Tunza recibió el Premio Internacional Navarra a la Solidaridad 2012 (dotado con 25.000 euros).
El dinero del premio se invertirá en instalar electricidad y agua corriente, en acoger más huérfanos, en pagar los estudios de algunos y comprar carne y pescado para que los niños y niñas puedan tener una dieta más variada, más allá de la sopa de arroz con verduras que es su dieta diaria.
Solo los primeros años de escuela son gratuitos en Kenia; cuando se acaba la gratuidad en la escuela, Mama Tunza acude a las empresas turísticas de Nairobi para que se hagan cargo de los 300 dólares que cuesta cada matrícula.
La ayuda que Mama Tunza solicita a los extranjeros que la visitan se basa en:
- Mantas para el invierno. Los niños duermen sobre colchones sin sábanas ni mantas.
- Compresas para las niñas mayores. No pueden comprar compresas así que los días que tienen la menstruación no pueden ir a la escuela.
- Pañales para los bebés, preferiblemente de tallas grandes ya que así los puede cambiar menos. Cuando los mayores están en la escuela y no hay voluntarios, solo Mama Tunza los cambia y no da abasto.
- Jabón para la ropa. Mama Tunza les entrega una pastilla a cada niño mayor y cada uno se encarga de lavarse la ropa. Mama Tunza quieren que sean responsables.
- Jabón para que se puedan lavar cada día.

[Por estos niños,] Dios no hizo todo lo que debería haber hecho para darles oportunidades.
Mamá Tunza